# Hexadecágono
En geometría, un hexadecágono es un polígono de 16 lados y otros tantos vértices. 

## Propiedades
Un hexadecágono tiene 104 diagonales, resultado que se puede obtener aplicando la ecuación general para determinar el número de diagonales de un polígono, {\displaystyle D=n(n-3)/2}; siendo el número de lados {\displaystyle n=16}, tenemos:
{\displaystyle D={\frac {16(16-3)}{2}}=104}
La suma de todos los ángulos internos de cualquier hexadecágono es 2520 grados o {\displaystyle 14\pi } radianes.

## Hexadecágono regular

Un hexadecágono regular y sus ángulos principales

Un hexadecágono regular es el que tiene todos sus lados de la misma longitud y todos sus ángulos internos iguales. Cada ángulo interno del hexadecágono regular mide 157,5º o {\displaystyle 7\pi /8} rad. Cada ángulo externo del hexadecágono regular mide 22,5º o {\displaystyle \pi /8} rad.
El perímetro P de un hexadecágono regular puede calcularse multiplicando la longitud t de uno de sus lados por dieciséis (el número de lados n del polígono).

{\displaystyle P=n\cdot t=16\ t}

El área A de un hexadecágono regular se calcula a partir de la longitud t de uno de sus lados con la siguiente fórmula:

{\displaystyle A={\frac {16(t^{2})}{4\ \tan({\frac {\pi }{16}})}}\simeq 20,1094\ t^{2}}

donde {\displaystyle \pi } es la constante pi y {\displaystyle tan} es la función tangente calculada en radianes. Si se conoce la longitud de la apotema a del polígono, otra alternativa para calcular el área es:

{\displaystyle A={\frac {P\cdot a}{2}}={\frac {16(t)\ a}{2}}=8(t\cdot a)}

Debido a que el hexadecágono tiene un número de lados que es una potencia de dos, su área puede calcularse en términos de circunferencia circunscrita R truncando la fórmula de Viète:
{\displaystyle A=R^{2}\cdot {\frac {2}{1}}\cdot {\frac {2}{\sqrt {2}}}\cdot {\frac {2}{\sqrt {2+{\sqrt {2}}}}}=4R^{2}{\sqrt {2-{\sqrt {2}}}}.}
Dado que el área de la circunferencia es {\displaystyle \pi R^{2},}, el hexadecágono regular llena aproximadamente el 97,45% de su circunferencia.

## Construcción
Como 16 = 24 (una potencia de dos), un hexadecágono regular es construible usando regla y compás, algo que ya era conocido por los matemáticos griegos antiguos.

## Simetría
|  | Las 14 simetrías de un hexadecágono regular. Los ejes de simetría azules atraviesan vértices, los violetas pasan por el centro de los lados y el número de simetrías de giro se indican en el centro. Los vértices están coloreados según su posición de simetría. |

El hexadecágono regular posee simetría diedral Dih16 de orden 32. Incluye 4 subgrupos diédricos: Dih8, Dih4, Dih2 y Dih1, y 5 subgrupos cíclicos: Z16, Z8, Z4, Z2, y Z1, la última simetría implícita de los hexadecágonos sin simetría alguna.
En el hexadecágono regular aparecen 14 simetrías distintas. John Conway clasificó estas simetrías usando una letra y el orden de la simetría a continuación. Asignó la letra r al grupo de simetría de la figura regular; y en el caso de los subgrupos utilizó la letra d (de diagonal) para las figuras con ejes de simetría solo a través de sus vértices; p para figuras con ejes de simetría solo a través de ejes perpendiculares a sus lados; i para figuras con ejes de simetría tanto a través de vértices como a través de centros de lados; y g para aquellas figuras solo con simetría rotacional. Con a1 se etiquetan aquellas figuras con ausencia de simetría. 
Los hexadecágonos de alta simetría más comunes son d16, un hexadecágono isogonal construido con ocho ejes de simetría que puede alternar lados largos y cortos, y p16, un hexadecágono isotoxal construido con longitudes de borde iguales, pero vértices alternados con dos ángulos internos diferentes. Estas dos formas son duales entre sí y tienen la mitad del orden de simetría del hexadecágono regular.
Los tipos de simetrías más bajos permiten disponer de uno o más grados de libertad para definir distintas figuras irregulares. Solo el subgrupo g16 no tiene grados de libertad, pero puede verse como un grafo dirigido. (Véase un ejemplo en la Teoría de grupos de John Conway)

## Disección
| Proyección de un hipercubo | Disección en 112 rombos | Disección en 112 rombos |
| -------------------------- | ----------------------- | ----------------------- |
|                            | Regular                 | Isotoxal                |

Harold Scott MacDonald Coxeter estableció que cada zonágono (un 2m-gono cuyos lados opuestos son paralelos y de igual longitud) se puede diseccionar en m(m-1)/2 paralelogramos.
En particular, esto es cierto para polígonos regulares con muchos lados iguales, en cuyo caso los paralelogramos son todos rombos. Para el hexadecágono regular, m=8, y se puede dividir en 28: 4 cuadrados y 3 conjuntos de 8 rombos. Esta descomposición se basa en una proyección en forma de polígono de Petrie de un octoracto, con 28 de 1792 caras. La lista A006245 enumera el número de soluciones como 1232944, incluidas rotaciones de hasta 16 veces y formas quirales en reflexión.
| octoracto |

## Hexadecágono oblicuo
| {8}#{ } | {8⁄3}#{ } | {8⁄5}#{ } |
| --- | --------- | --------- |
| |           |           |
| Un hexadecágono oblicuo regular se ve como bordes en zigzag de un antiprisma octogonal, un antiprisma octagrámico y un antiprisma cruzado octagrámico |           |           |

Un hexadecágono oblicuo es un polígono alabeado con 24 vértices y aristas pero que no están situados en el mismo plano. El interior de tal hexadecágono no está generalmente definido. Un "hexadecágono en zig-zag sesgado" tiene vértices que alternan entre dos planos paralelos entre sí.
Un hexadecágono oblicuo regular es una figura isogonal con longitudes de borde iguales. En 3 dimensiones será un hexadecágono oblicuo en zig-zag y se puede ver en los vértices y aristas laterales de un antiprisma octogonal con la misma simetría D8d, [2+, 16], de orden 32. El antiprisma octagrámico, s{2,16/3} y antiprisma cruzado octagrámico, s{2,16/5} también poseen octágonos sesgados regulares.

### Polígonos de Petrie
El hexadecágono regular es el polígono de Petrie para muchos politopos de dimensiones superiores, que se muestran según las siguientes proyecciones oblicuas, que incluyen:
| A15     | B8         | B8        | D9  | D9  | 2B2 (4D)        | 2B2 (4D)      |
| ------- | ---------- | --------- | --- | --- | --------------- | ------------- |
| símplex | 8-ortoplex | octoracto | 611 | 161 | 8-8 duopirámide | 8-8 duoprisma |

## Figuras relacionadas
Un hexadecagrama es un polígono estrellado de 16 lados, representado por el símbolo {16/n}. Existen tres estrellas regulares, {16/3}, {16/5} y {16/7}, que usan los mismos vértices, pero se conectan cada tercer, quinto o séptimo puntos. También hay tres formas compuestas: {16/2} se reduce a 2{8} como dos octógonos, {16/4} se reduce a 4{4} como cuatro cuadrados y {16/6} se reduce a 2{8/3} como dos octagramas, y finalmente {16/8} se reduce a 8{2} como ocho dígonos.
| Hexadecágonos compuestos y en estrella | Hexadecágonos compuestos y en estrella | Hexadecágonos compuestos y en estrella | Hexadecágonos compuestos y en estrella | Hexadecágonos compuestos y en estrella |
| Forma                                  | Polígono convexo                       | Compuesto                              | Polígono de estrella                   | Compuesto                              |
| -------------------------------------- | -------------------------------------- | -------------------------------------- | -------------------------------------- | -------------------------------------- |
| Imagen                                 | {16/1} o {16}                          | {16/2} o 2{8}                          | {16/3}                                 | {16/4} o 4{4}                          |
| Ángulo interior                        | 157.5°                                 | 135°                                   | 112.5°                                 | 90°                                    |
| Forma                                  | Polígono de estrella                   | Compuesto                              | Polígono de estrella                   | Compuesto                              |
| Image                                  | {16/5}                                 | {16/6} o 2{8/3}                        | {16/7}                                 | {16/8} o 8{2}                          |
| Ángulo interior                        | 67.5°                                  | 45°                                    | 22.5°                                  | 0°                                     |

Los truncamientos más profundos del octágono regular y del octagrama pueden producir formas de hexadecagrama intermedio isogonal (isogonales) con vértices igualmente espaciados y dos longitudes de arista.
Un octágono truncado es un hexadecágono, t{8} = {16}. Un octógono cuasitruncado, invertido como {8/7}, es un hexadecagrama: t{8/7} = {16/7}. Un octagrama truncado {8/3} es un hexadecagrama: t{8/3} = {16/3} y un octagrama cuasitruncado, invertido como {8/5}, es un hexadecagrama: t{8/5} = {16/5}.
| Truncamientos isogonales del octágono y del octagrama | Truncamientos isogonales del octágono y del octagrama | Truncamientos isogonales del octágono y del octagrama | Truncamientos isogonales del octágono y del octagrama | Truncamientos isogonales del octágono y del octagrama |
| Cuasirregular                                         | Isogonal                                              | Isogonal                                              | Isogonal                                              | Cuasirregular                                         |
| ----------------------------------------------------- | ----------------------------------------------------- | ----------------------------------------------------- | ----------------------------------------------------- | ----------------------------------------------------- |
| t{8}={16}                                             |                                                       |                                                       |                                                       | t{8/7}={16/7}                                         |
| t{8/3}={16/3}                                         |                                                       |                                                       |                                                       | t{8/5}={16/5}                                         |

## En el arte

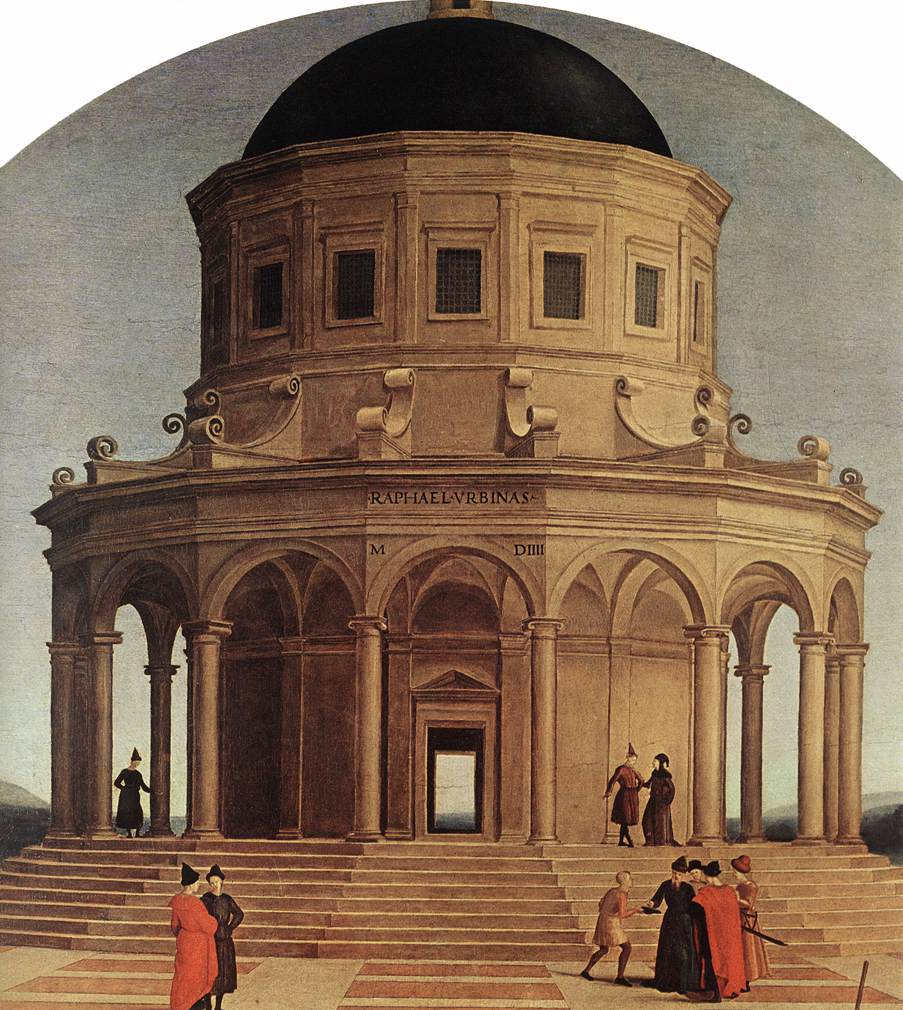
Torre hexadecagonal que aparece en Los desposorios de la Virgen, del pintor Rafael

A principios del siglo XVI, Rafael Sanzio fue el primero en construir una imagen en perspectiva de un hexadecágono regular: la torre en su pintura Los desposorios de la Virgen tiene 16 lados. En una pintura anterior de Pietro Perugino, la torre tenía 8 lados.

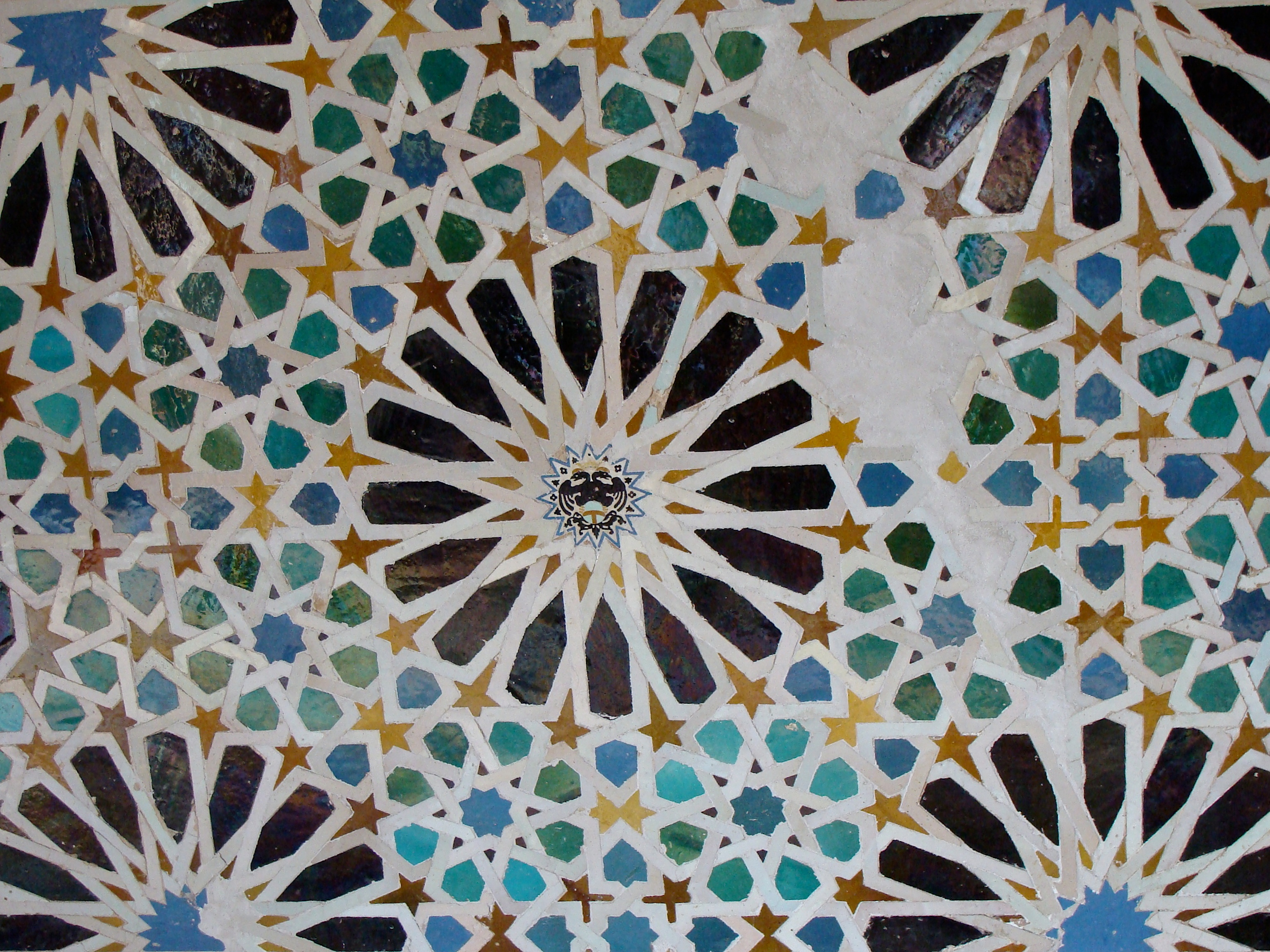
Un patrón hexadecagrámico de la Alhambra de Granada

Los hexadecagramas (estrellas de 16 lados) se incluyen en los patrones Girih de la Alhambra.

## Otros
En el Filipinas en los carnavales locales (peryahan), son habituales las norias con un máximo de 16 asientos o góndolas.
En Ciudad de México, el 'Parque del ejecutivo' es un pequeño recinto con forma hexadecagonal, rodeado por una carretera de circunvalación con la misma forma, donde convergen 16 carreteras que circulan radialmente hacia el exterior, creando hexadecágonos más grandes en el proceso.

## Hexadecágonos irregulares
Un octagrama puede verse como un hexadecágono cóncavo: